# Gorodkovia jacutica
Gorodkovia jacutica là một loài thực vật có hoa trong họ Cải. Loài này được Botsch. & Karav. mô tả khoa học đầu tiên năm 1959.